# Castelmarte
Castelmarte ist eine norditalienische Gemeinde (comune) in der Provinz Como in der Lombardei. 

## Lage und Einwohner
Die 1259 Einwohner (Stand 31. Dezember 2023) zählende Gemeinde liegt etwa 11,5 Kilometer ostnordöstlich von der ProvinzhauptstadtComo an der Ravella. Die nördliche Gemeindegrenze bildet der Lambro.
Die Nachbargemeinden sind Canzo, Caslino d’Erba, Erba, Ponte Lambro und Proserpio.

## Verkehr
An der Bahnstrecke Milano–Asso liegt der Bahnhof Ponte Lambro-Castelmarte auf dem Gebiet der Nachbargemeinde Ponte Lambro.

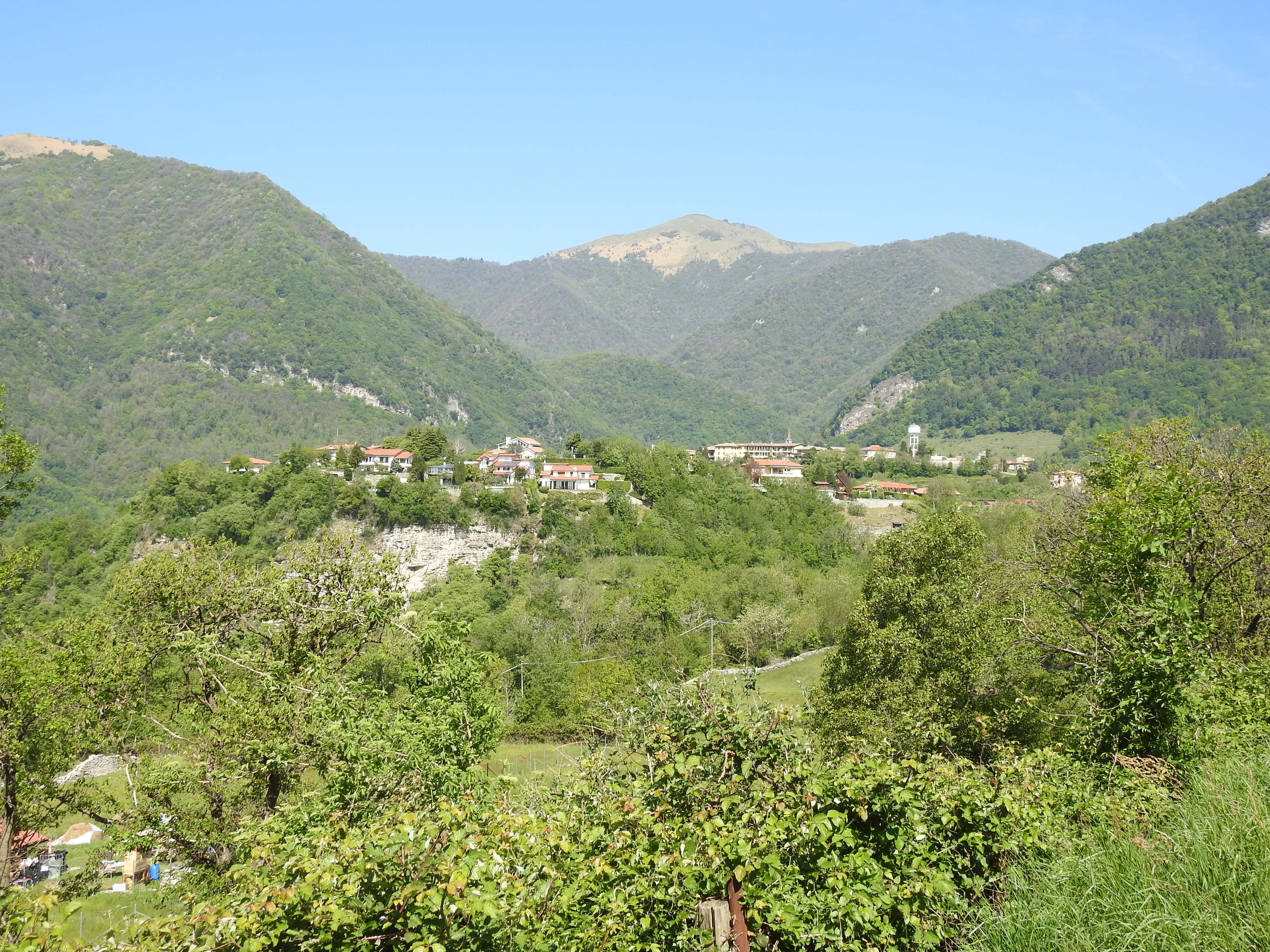
Castelmarte mit Monte Palanzone

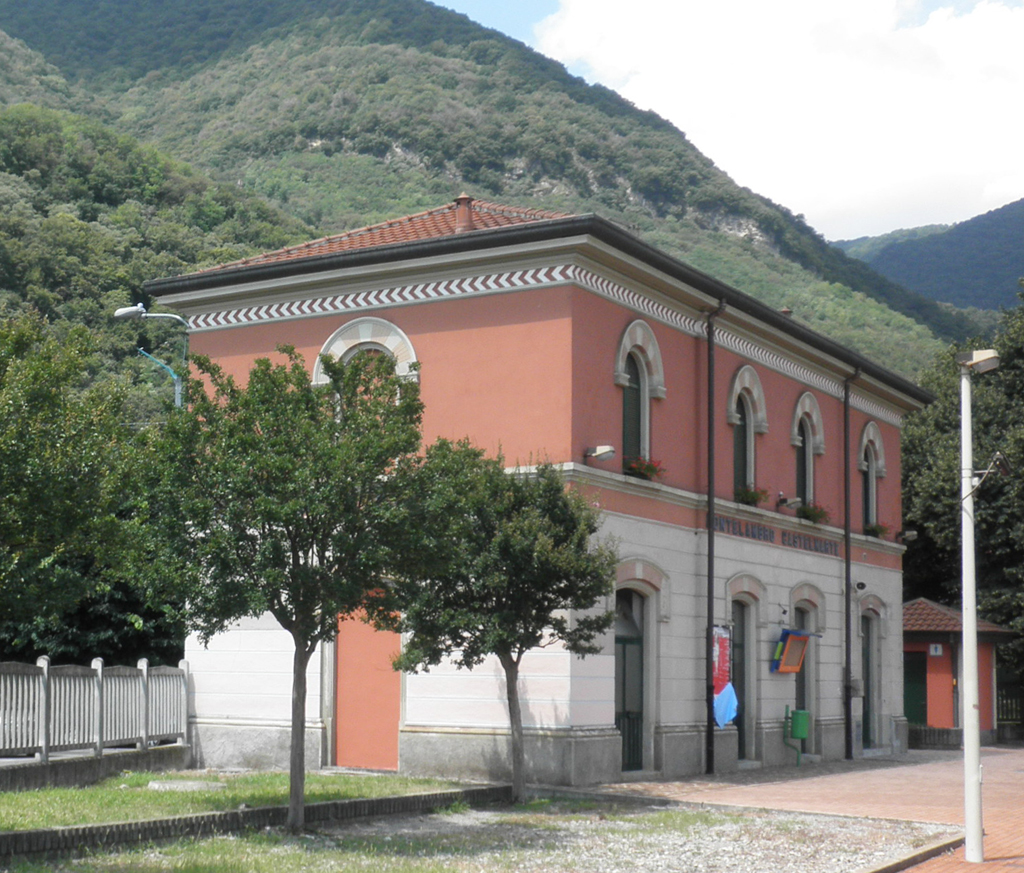
Bahnhof

## Sehenswürdigkeiten
- Pfarrkirche San Giovanni Battista[2]
- Kirche San Rocco[3]
- Schloss[4]